# Robert Hofstadter
Pour les articles homonymes, voir Hofstadter.
Robert Hofstadter (5 février 1915 à New York - 17 novembre 1990 à Stanford) est un physicien américain. Il est un des deux lauréats du prix Nobel de physique de 1961.

## Biographie
Ses parents sont d'origine polonaise, ils ont émigré aux États-Unis au début du XXe siècle. Il passe son B.S. au City College of New York et obtient un prix en mathématique et physique. Il reçoit une bourse de la General Electric Company qui lui permet d'entrer à l'Université de Princeton où il passe son M.S. et son doctorat Ph.D en 1938.
Il est lauréat de la moitié du montant du prix Nobel de physique de 1961 « pour ses études pionnières de la diffraction des électrons dans le noyau atomique et pour les découvertes sur la structure des nucléons qui en ont découlé »  — l'autre lauréat du prix, recevant la moitié du montant, est Rudolf Ludwig Mössbauer.
Hofstadter enseigne à l'Université Stanford de 1950 à 1985. Dans ses dernières années d'activité il s'intéresse à l'astrophysique et applique ses connaissances des scintillateurs à la construction d'EGRET, un des quatre instruments du Compton Gamma-Ray Observatory.
Robert Hofstadter est le père du philosophe et cognitiviste Douglas Hofstadter. Son épouse Nancy est décédée en 2007 à 87 ans.
Son nom a aussi servi d'inspiration au personnage de Leonard Hofstadter de la série The Big Bang Theory.